# Anelaphus cinereus
Anelaphus cinereus är en skalbaggsart som först beskrevs av Olivier 1795.  Anelaphus cinereus ingår i släktet Anelaphus och familjen långhorningar.
Artens utbredningsområde är:
- Bahamas.
- Kuba.
- Haiti.
- Curaçao.

Inga underarter finns listade i Catalogue of Life.